# Namerjanje
Namerjanje je proces ciljanja tarče, npr. pri orožju, kjer se s poravnavo muhe (pripomočka na sprednjem koncu orožja) in merka (pripomočka na zadnjem koncu orožja) cev orožja nameri v tarčo.